# Leichtathletik-Europameisterschaften 1982/Speerwurf der Frauen

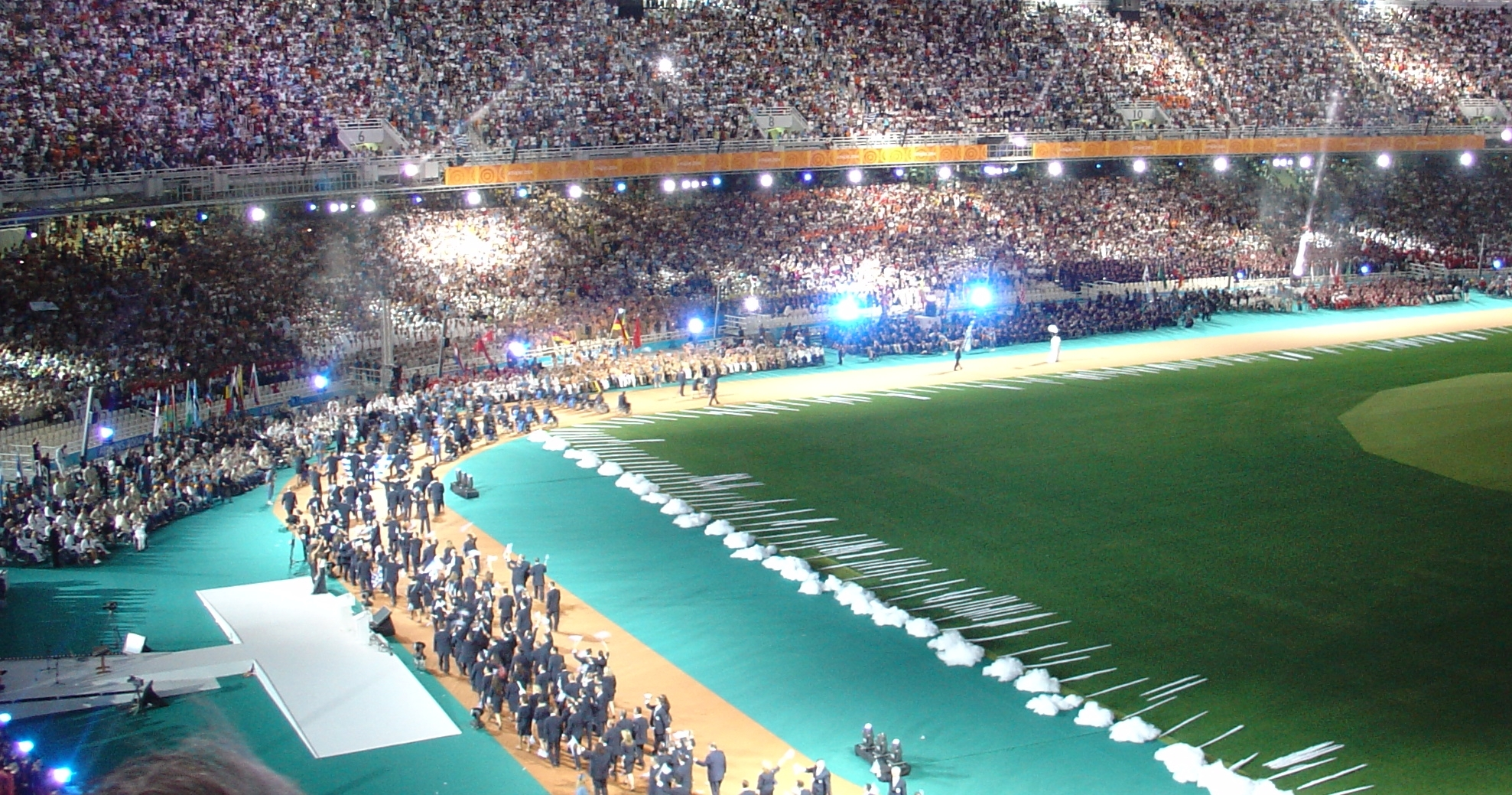
Das Athener Olympiastadion bei der Eröffnung der Paralympics 2004

Der Speerwurf der Frauen bei den Leichtathletik-Europameisterschaften 1982 wurde am 8. und 9. September 1982 im Olympiastadion von Athen ausgetragen.
In diesem Wettbewerb errangen die griechischen Speerwerferinnen mit Gold und Bronze zwei Medaillen. Europameisterin wurde Anna Verouli. Sie gewann vor der DDR-Athletin Antje Kempe, spätere Antje Zöllkau. Bronze ging an Sofia Sakorafa.

## Rekorde

### Bestehende Rekorde
| Weltrekord           | 72,40 m | Tiina Lillak | Helsinki, Finnland        | 29. Juli 1982     |
| Europarekord         | 72,40 m | Tiina Lillak | Helsinki, Finnland        | 29. Juli 1982     |
| Meisterschaftsrekord | 69,16 m | Ruth Fuchs   | EM Prag, Tschechoslowakei | 2. September 1978 |

### Rekordverbesserung
Die griechische Europameisterin Anna Verouli verbesserte den bestehenden EM-Rekord im Finale am 9. September um 86 Zentimeter auf 70,02 m. Damit übertraf sie als erste Speerwerferin bei Europameisterschaften die 70-Meter-Marke. Zum Welt- und Europarekord fehlten ihr 2,38 m.

## Legende
Kurze Übersicht zur Bedeutung der Symbolik – so üblicherweise auch in sonstigen Veröffentlichungen verwendet:
| CR | Championshiprekord |

## Qualifikation
8. September 1982, 18:15 Uhr
Zwanzig Teilnehmerinnen traten zur Qualifikationsrunde an. Sechs von ihnen (hellblau unterlegt) übertrafen die Qualifikationsweite für den direkten Finaleinzug von 58,00 m. Damit war die Mindestzahl von zwölf Finalteilnehmerinnen exakt erreicht. Die qualifizierten Athletinnen bestritten am darauffolgenden Tag das Finale.
| Platz | Name               | Nation           | Weite (m) |
| ----- | ------------------ | ---------------- | --------- |
| 1     | Antje Kempe        | DDR              | 68,38     |
| 2     | Tuula Laaksalo     | Finnland         | 61,66     |
| 3     | Sofia Sakorafa     | Griechenland     | 61,64     |
| 4     | Anna Verouli       | Griechenland     | 61,46     |
| 5     | Petra Felke        | DDR              | 61,10     |
| 6     | Tiina Lillak       | Finnland         | 60,76     |
| 7     | Elena Burgárová    | Tschechoslowakei | 60,68     |
| 8     | Mária Janák        | Ungarn           | 60,24     |
| 9     | Ingrid Thyssen     | BR Deutschland   | 60,22     |
| 10    | Ute Richter        | DDR              | 59,80     |
| 11    | Eva Helmschmidt    | BR Deutschland   | 58,72     |
| 12    | Fatima Whitbread   | Großbritannien   | 58,06     |
| 13    | Helena Laine       | Finnland         | 57,00     |
| 14    | Trine Hattestad    | Norwegen         | 54,54     |
| 15    | Regula Egger       | Schweiz          | 54,12     |
| 16    | Hilde Bratvold     | Norwegen         | 53,88     |
| 17    | Fausta Quintavalla | Italien          | 51,76     |
| 18    | Genowefa Olejarz   | Polen            | 51,24     |
| 19    | Åsa Westman        | Schweden         | 49,90     |
| 20    | Jennifer Pace      | Malta            | 39,26     |

## Finale

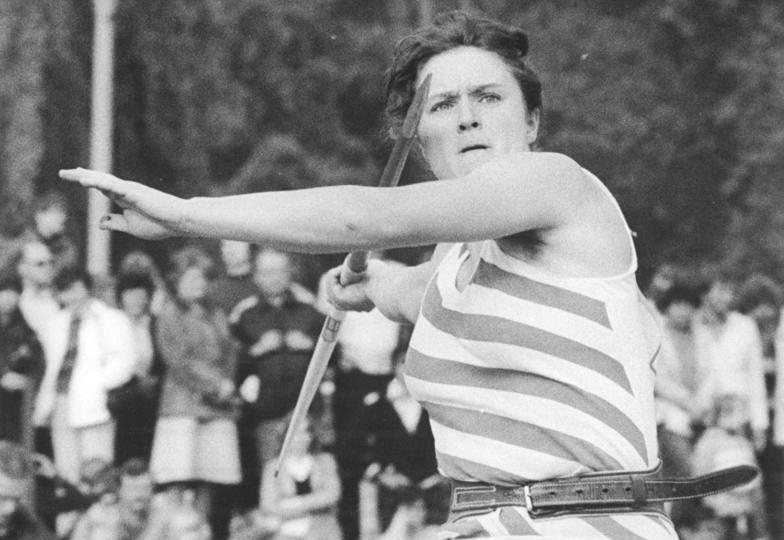
Vizeeuropameisterin Antje Kempe, spätere Antje Zöllkau
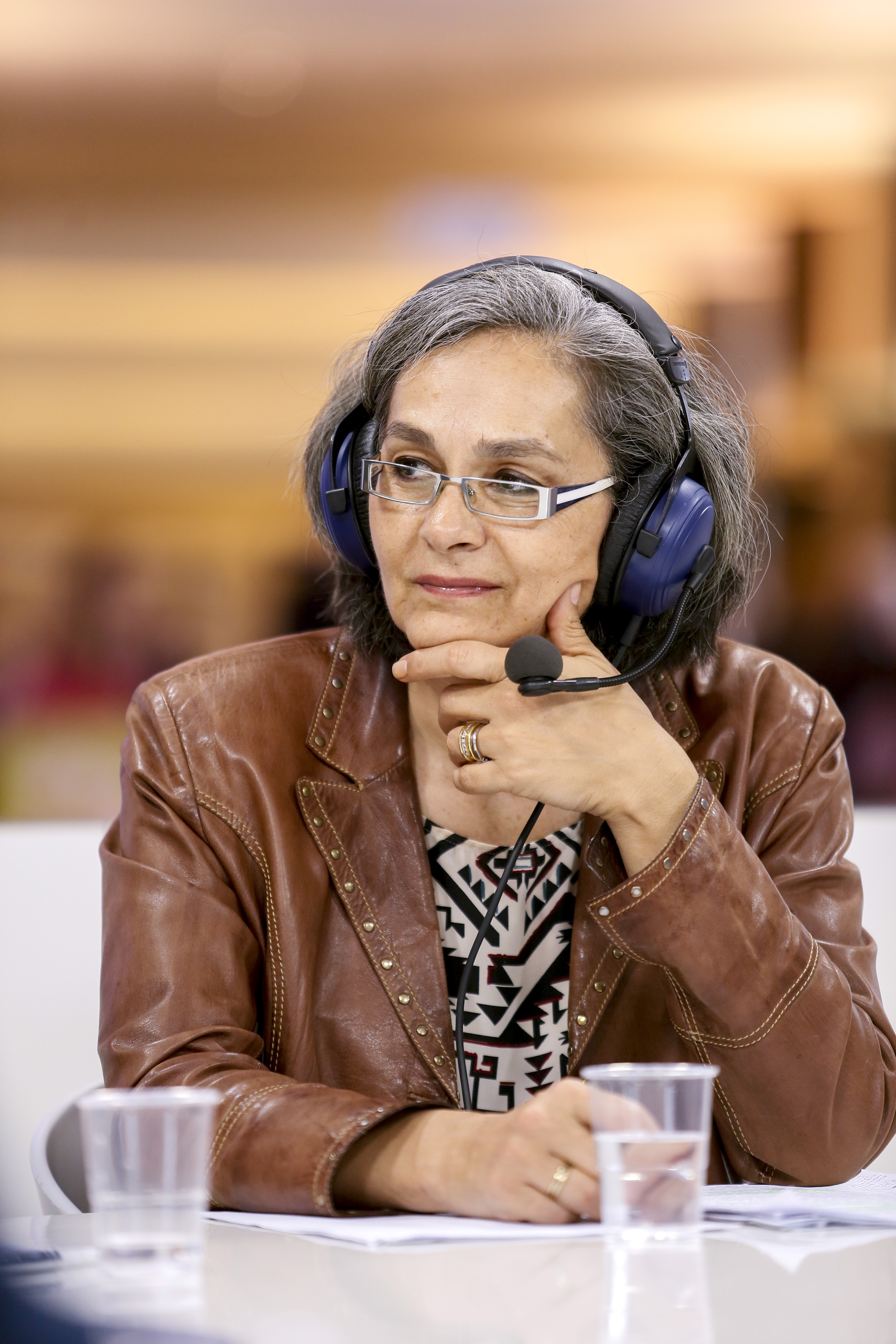
Bronzemedaillengewinnerin Sofia Sakorafa – im selben Jahr eroberte sie den Weltrekord, später wurde sie Politikerin

9. September 1982
| Platz | Name             | Nation           | Weite (m) |
| ----- | ---------------- | ---------------- | --------- |
| 1     | Anna Verouli     | Griechenland     | 70,02 CR  |
| 2     | Antje Kempe      | DDR              | 67,94     |
| 3     | Sofia Sakorafa   | Griechenland     | 67,04     |
| 4     | Tiina Lillak     | Finnland         | 66,26     |
| 5     | Ute Richter      | DDR              | 65,88     |
| 6     | Eva Helmschmidt  | BR Deutschland   | 65,82     |
| 7     | Petra Felke      | DDR              | 65,56     |
| 8     | Fatima Whitbread | Großbritannien   | 65,10     |
| 9     | Ingrid Thyssen   | BR Deutschland   | 61,28     |
| 10    | Mária Janák      | Ungarn           | 61,20     |
| 11    | Elena Burgárová  | Tschechoslowakei | 59,28     |
| 12    | Tuula Laaksalo   | Finnland         | 58,52     |

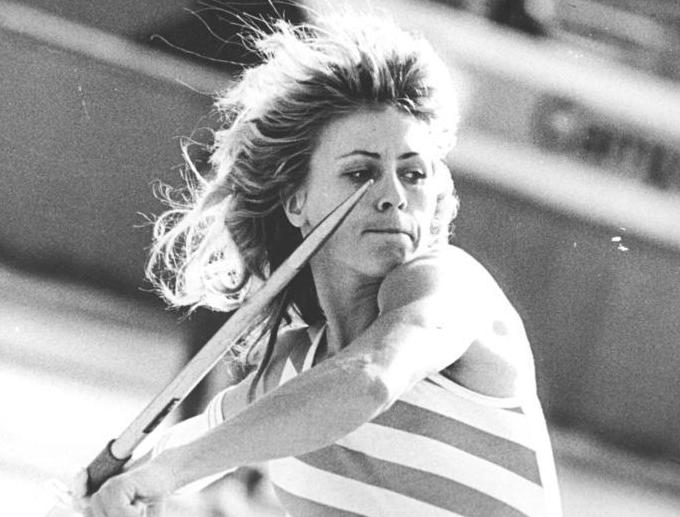
Petra Felke kam am Beginn ihrer Karriere auf den siebten Platz – später errang sie zahlreiche Medaillen bei Olympischen Spielen, Welt- und Europameisterschaften
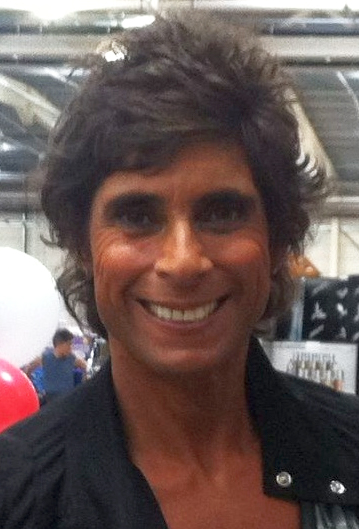
Fatima Whitbread belegte Rang acht – 1984 wurde sie Olympiadritte, 1986 Europameisterin, 1987 Weltmeisterin und 1988 Olympiazweite